# István Anhalt
István Anhalt (* 12. April 1919 in Budapest, Ungarische Räterepublik; † 24. Februar 2012 in Kingston/Ontario) war ein ungarisch-kanadischer Komponist und Musikpädagoge.

## Leben
Anhalt entstammte einer jüdischen Familie aus Budapest. Er besuchte das Dániel Berzsenyi Real-Gymnázium und nahm 1936 Kompositionsstunden bei Géza Falk. Von 1937 bis 1941 studierte er an der Franz-Liszt-Musikakademie Komposition bei Zoltán Kodály. Nach dem Abschluss begann er ein Studium der türkischen Linguistik an der Katholischen Péter-Pázmány-Universität. Daneben besuchte er einen Dirigierkurs von János Ferencsik.
Ende 1942 wurde Anhalt zur Zwangsarbeit in der ungarischen Armee eingeteilt. Nach dem Beginn der systematischen Deportation der ungarischen Juden in das KZ Auschwitz flüchtete er mit Unterstützung eines katholischen Priesters und versteckte sich in Budapest bei der befreundeten Familie de Kerpely. Die Schriftstellerin Theresa de Kerpely berichtete später in ihrer Autobiographie und dem Roman A Crown for Ashes über diese Zeit.
1945 wurde Anhalt Korrepetitor an der Ungarischen Staatsoper. Da sein Vertrag nicht verlängert wurde, verließ er 1946 Budapest und ging nach Paris. Dort studierte er privat Komposition bei Nadia Boulanger und Klavier bei Soulima Stravinsky sowie am Pariser Konservatorium bei Louis Fourestier.
1949 emigrierte er mit Hilfe eines Lady Davis Fellowship nach Kanada und wurde Assistenzprofessor an der Musikabteilung der McGill University in Montreal. 1955 erhielt er die kanadische Staatsbürgerschaft. Ab Ende der 1950er Jahre arbeitete er im Electronic Music Laboratory des National Research Council of Canada, im Columbia-Princeton Electronic Music Center in New York und in den Bell Laboratories in Murray Hill in New Jersey. Von 1963 bis 1969 leitete er das Department für Musiktheorie an der McGill University und gründete dort 1964 das erste kanadische Studio für elektronische Musik, das er bis 1971 leitete. 1969 erhielt er eine Gastprofessur für Komposition an der State University of New York. Von 1971 bis 1981 leitete er das Musikdepartment an der Queen’s University in Kingston (Ontario). Unter anderem studierten William Benjamin, John Fodi, Clifford Ford, Keith Hamel, Hugh Hartwell, John Hawkins, Alan Heard, Jack Sirulnikoff und Alexander Tilley bei ihm. 1984 wurde er emeritiert. Sowohl die McGill University als auch die Queen’s University verliehen ihm einen Ehrendoktortitel. 2003 wurde er zum Officer des Order of Canada ernannt.
Die früheste überlieferte Komposition Anhalts ist das Chorwerk Ünnepek aus dem Jahr 1942. Aus der Zeit seines Studiums bei Nadia Boulanger stammen einige Stücke in neoklassischem Stil, während er sich in seiner ersten Zeit in Kanada der Dodekaphonie zuwandte. In der Zeit um 1960 entstanden elektronische Kompositionen, danach bis in die 1980er Jahre fast ausschließlich Vokalwerke. Seit den späten 1970er Jahren setzte er sich in seinen Werken auch mit seiner eigenen Biographie und seiner jüdischen Herkunft auseinander.

## Werke
- Six Songs from Na Conxy Pan für Bariton und Klavier, 1941–47
- Ünnepek für Chor, 1942
- Concerto in Stilo di Handel für kleines Orchester, 1946
- Capriccio für Klavier, 1946
- Streichquartett, 1947
- Interludium für kleines Orchester, 1950
- Funeral Music für kleines Orchester 1951
- L’Arc-en-Ciel, Ballett, für 2 Klaviere, 1951
- Sonata für Klavier, 1951
- Funeral Music für Flöte, Klarinette, Fagott, Horn, 2 Violinen, 2 Violen und 2 Celli, László Gyopár gewidmet, 1951
- Three Songs of Love für dreistimmigen Frauenchor, 1951
- Psalm XIX A Benediction für Bariton und Klavier, 1951
- Son Scheorim für Chor und Orgel, 1951
- Sonnet für Mezzosopran und Klavier, 1951
- Journey of the Magi für Bariton und Klavier 1952
- Trio für Klaviertrio, 1953
- Sonata für Violine und Klavier, 1954
- Fantasia für Klavier, 1954
- The Bell Man für Chor, zwei Glocken und Orgel, 1954, 1980
- Three Songs of Death für vierstimmigen gemischten Chor, 1954
- Comments (Montreal Star clippings) für Alt und Klaviertrio 1954
- Comments für Kontratenor, Violine, Cello und Klavier, Maureen Forrester gewidmet, 1954
- Chansons d’aurore für Sopran, Flöte und Klavier 1955
- Symphony, „Dedicated to the Bicentenary of Canadian Jewry“, 1958
- Electronic Composition No. 1 (Sine Nomine I), 1959
- Electronic Composition No. 2 (Sine Nomine II), 1959
- Electronic Composition No. 3 (Birds and Bells), 1960
- Electronic Composition No. 4 (On the Beach), 1961
- Symphony of Modules für Orchester und Tonband 1967
- Cento ‘Cantata Urbana’ für zwölf Sprecher und Tonband, 1967
- Foci (various) für Sopran, Kammerensemble und Tonband, 1969
- Foci für Sopran, Kammerorchester und Tonband, 1969
- La Fuite für Klavier, 1974
- La Tourangelle. A Musical Tableau, 1975
- Winthrop, Oper, 1983
- A Little Wedding Music für Sopran und Orgel, 1984
- A Wedding Carol für Sopran und Orgel, 1985
- Thisness, "a duo-drama" für Mezzosopran und Klavier, 1986
- Simulacrum für Orchester, 1987
- SparkskrapS für Orchester, 1988
- Sonance•Resonance (Welche Töne?) für Orchester, 1989
- Doors ... Shadows (Glenn Gould In Memory), Streichquartett, 1992
- Traces (Tikkun). A Pluri-drama in One Act, 1996
- Galambabmalag: The Halloween Witch and 24 Other Easy Pieces für 2 Blockflöten, 1996
- Millennial Mall (Lady Diotima’s Walk), Oper, 1999
- Twilight Fire (Baucis' and Philemon’s Feast) für Orchester, 2001
- The Squirrel für Stimme und Klavier, 2002
- The Tents of Abraham (A Mirage) für Orchester, 2004